# Hugh Williamson
Pour les articles homonymes, voir Williamson.
Hugh Williamson (5 décembre 1735 – 22 mai 1819) est un médecin, homme politique américain, et l'un des Pères fondateurs des États-Unis.
Après des études à l'université de Pennsylvanie, il envisage brièvement une carrière dans les ordres avant de partir étudier la médecine en Europe. Après avoir passé un an à l’université d’Édimbourg, il s’inscrit dans les années 1760 à l’Université d'Utrecht aux Pays-Bas et reçoit son diplôme de médecine en août 1764.
Durant la guerre d'indépendance, il est à la tête des services de santé des troupes de Caroline du Nord. En 1787, il est l'un des cinq représentants de cet État à la Convention de Philadelphie, et il fait partie des signataires de la constitution des États-Unis. Il siège à la Chambre des représentants de 1789 à 1793 (Parti fédéraliste), avant de s'installer à New York pour se consacrer à ses études jusqu'à sa mort.